# Oitiva
Oitiva, em Direito Processual, refere-se ao ato de ouvir as testemunhas ou as partes de um processo judicial.
Comumente utilizada no meio jurídico, a palavra foi popularizada recentemente graças às diversas Comissões Parlamentares de Inquérito, instaladas em decorrência das denúncias envolvendo diversos governos. Literalmente, oitiva significa audição, no sentido de ouvir.